# SWK AG
Die SWK AG (bis 2023: SWK Stadtwerke Krefeld AG) ist ein Versorgungs-, Verkehrs- und Entsorgungsunternehmen für Krefeld, angrenzende Teile des Niederrheins, teilweise aber auch das gesamte Bundesgebiet.
Tochterfirmen: SWK Energie, SWK Mobil, NGN, GSAK, EGK

## Konzernstruktur
Die Aktiengesellschaft ist eine hundertprozentige Tochtergesellschaft der Stadt Krefeld.
Der SWK-Konzern ist eine kommunale Unternehmensgruppe, die in den drei Geschäftsfeldern Energie & Wasser, Verkehr und Entsorgung tätig ist. Die Gruppe bietet umfassende Infrastrukturdienstleistungen für die privaten Haushalte und die Unternehmen in Krefeld und der Region Niederrhein. Hierbei übt die SWK AG als Management-Holding zentrale Management-, Service- und Steuerungsfunktionen für ihre operativ tätigen 100%igen Tochtergesellschaften SWK Energie (Versorgung mit Gas, Strom und Fernwärme), SWK Mobil (ÖPNV), SWK Fahrservice (ÖPNV in der Stadt Bocholt), SWK Kompakt (Infrastrukturdienstleistungen), die NGN Netzgesellschaft Niederrhein (Verteilnetzbetreiber) und die EGN Entsorgungsgesellschaft Niederrhein (Abfallentsorgung) aus. Darüber hinaus erbringt sie Dienstleistungen für weitere Beteiligungsgesellschaften.
Seit dem Jahr 2019 ergänzt die SWK Mobil ihr Mobilitätsangebot durch ein E-Roller-Sharing (SWK KRuiser) und einen On-Demand-Dienst mit Hybridfahrzeugen im London-Taxi-Design (mein SWCAR). Außerdem kooperiert die SWK seit Ende 2013 mit dem CarSharing-Anbieter stadtmobil Rhein-Ruhr und bietet an verschiedenen Stellen im Krefelder Stadtgebiet die Möglichkeit des E-CarSharings.

## Weitere Gesellschaften und Beteiligungen
- 100 % EAG (Entsorgungsanlagengesellschaft Krefeld GmbH & Co.KG)
- 100 % EGK (Entsorgungsgesellschaft Krefeld GmbH & Co. KG)
- 100 % GSAK (Gesellschaft für Stadtreinigung und Abfallwirtschaft Krefeld mbH & Co.KG). .
- 100 % Eco-Care Recycling Solutions GmbH
- 100 % Städtereinigung Gerke GmbH
- 100 % NH Niederrhein Holding – GmbH
- 100 % NOEX AG
- 100 % Gerhard Schug Containerdienst GmbH
- 100 % Jochims Transport GmbH
- 100 % D+H Verwertung GmbH
- 100 % IDN Infrastruktur-Dienstleistung Niederrhein GmbH
- 100 % Lekker Energie GmbH
- 90 % Ampere AG
- 74,9 % Dürener Deponiegesellschaft GmbH
- 74,9 % Energiepark Straelen-Auwel II GmbH & Co. WP STRA III KG
- 51 % Kälte Klima Peters (KKP GmbH)
- 51 % Windpark Wachtendonk-Wankum WP WAV GmbH & Co. KG
- 50 % Gesellschaft für kommunale Versorgungswirtschaft Nordrhein mbH
- 50 % MVA Weisweiler GmbH & Co. KG
- 49,8 % Gemeindewerke Niederkrüchten GmbH
- 49 % Quantum GmbH
- 49 % Capita Energie Service GmbH
- 44 % EVK Kranenburg GmbH
- 17,8 % West-Bus GmbH
- 13 % WVN Wasserverbund Niederrhein GmbH
- 7,7 % IWW Rheinisch-Westfälisches Institut für Wasserforschung gGmbH
- 1,3 % WFG Wirtschaftsförderungsgesellschaft Krefeld mbH

Quelle: Geschäftsbericht 2022

## Belege
1. 1 2   Konzerngeschäftsbericht 2022  Website der SWK Stadtwerke Krefeld AG
2. ↑  Eintrag und Änderungshistorie im Handelsregister B des Amtsgerichts Krefeld
3. ↑  SWK Konzernstruktur. SWK AG, abgerufen am 27. Juni 2023.